# Girardinichthys multiradiatus
Girardinichthys multiradiatus is een straalvinnige vissensoort uit de familie van de levendbarende tandkarpers (Goodeidae). De wetenschappelijke naam van de soort is voor het eerst geldig gepubliceerd in 1904 door Meek.